# Ponti sul Mincio
Ponti sul Mincio là một đô thị tại tỉnh Mantova trong vùng Lombardia của Italia, có vị trí cách khoảng 120 km về phía đông của Milano và khoảng 25 km về phía tây bắc của Mantova. Tại thời điểm ngày 31 tháng 12 năm 2004, đô thị này có dân số 2.037 người và diện tích là 11,8 km².
Ponti sul Mincio giáp các đô thị: Monzambano, Peschiera del Garda, Pozzolengo, Valeggio sul Mincio.